# Emmanuelle Andreani
Pour les articles homonymes, voir Andreani.
Emmanuelle Andreani, née le 22 mars 1968 à Lyon, est une architecte, urbaniste et paysagiste française. Elle est connue pour avoir réalisé la Cité des Climats et vins de Bourgogne, à Beaune, l'école de musique de Tassin-la-Demi-Lune et l'Église Saint-Thomas de Vaulx-en-Velin.

## Biographie
Née en 1968 à Lyon, Emmanuelle Andreani obtient en 1993 son diplôme d'architecture à l'Institut national des sciences appliquées de Strasbourg en tant que major de promotion. De 1993 à 1997, elle assurele poste de cheffe de projet au sein de l'agence Dominique Perrault. Elle travaillenotamment sur le projet de la Bibliothèque nationale de France, inaugurée en 1995 à Paris.
En 1997, elle obtient un DEA « Jardins, paysages et territoires » à l'École nationale supérieure d'architecture de Paris-La Villette. Elle rejoint Paul Chemetov jusqu'en 1999, à la direction des projets urbains.
En 1998, elle crée sa propre agence d'architecture, Siz-ix à Paris, puis à Lyon en 2006.
Emmanuelle Andreani est enseignante et responsable de l'enseignement « projet urbain » à l'INSA Strasbourg depuis 1999. Elle enseigne de 2010 à 2016 à l'Université française d'Égypte du Caire et à l'Université de Dnipro en Ukraine.
En 2006, elle se fait connaître avec la réalisation du pôle associatif et l'école de musique de Tassin-la-Demi-Lune, qui lui vaut d'être nommée au prix de la Première Œuvre la même année. Elle conçoit et réalise également le groupe scolaire de la Plaine Grands Champs dans le 20e arrondissement de Paris, en 2014, la Ferme aux escaliers à Aiserey, en 2021 et la Cité des Climats et vins de Bourgogne à Beaune en 2023.
Elle reçoit pour ces bâtiments des prix d'architecture internationaux comme l'OPALondon Award en 2023, l'Architecture Masterprize en 2022 et en 2023 ou le Green Good Design Award, en 2023.
Après 25 ans d'existence, l'agence Siz-ix' change de dénomination pour devenir Emmanuelle Andreani Architectes en 2023.

## Réalisations (extraits)

### Équipements
- 2024 : Complexe sportif à Solaize, France
- 2023 : Cité des Climats et vins de Bourgogne à Beaune, France[13].
- 2023 : Museum Of History and the Future at Turku, Finlande
- 2021 : La Ferme aux escaliers à Aiserey, France [14]
- 2021 : Université Française d'Égypte, Le Caire, Égypte
- 2021 : Complexe Al-Nouri à Mosul, Irak
- 2019 : Ecole Joliot Curie, Grigny (métropole de Lyon)[15], France
- 2016 : Station de métro Hôtel de Ville à Lyon, France
- 2014 : Le polygône à Lyon, France
- 2012 : Église Saint-Thomas de Vaulx-en-Velin, France
- 2012 : Groupe scolaire Baraillon[16], Tassin-la-Demi-Lune, France
- 2008 : FRAC Corse, Corte, France
- 2008 : Parc de la Citadelle, Bastia, France
- 2006 : École de musique Jules Ferry[16], Tassin-la-Demi-Lune, France

### Logements
- 2024 : Hôtel du Commandement à Sathonay-Camp, France
- 2022 : Les îlots verts à Saint-Priest, France
- 2022 : Vill'arborea à Lyon, France
- 2022 : Symbioz à Vénissieux, France
- 2020 : Feel Croix-Rousse à Lyon, France

## Distinctions
- OPALondon Award 2023, Architectural design, sustainable and Green Living[17]
- OPALondon Award 2023, Architectural design, Exhibition and Cultural[18]
- The Architecture MasterPrize 2023, Cultural architecture with Honorable Mention Architecture design and sustainable architecture[19]
- The BLT Built design Award 2023, Architectural design ans cultural[20]
- Sélectionné pour The Plan Award 2023
- The green Good Design Awards 2023
- The LIV Hospitality Design Awards 2022, Architectural Design Europe[21]
- The LIV Hospitality Design Awards 2022, Architectural Design Event Space[21]
- The Architecture MasterPrize 2022, heritage and architecture[22]
- Nommée pour le prix de la Pyramide d'Argent pour la mixité urbaine 2021
- Nommée au Prix d'équerre d'Argent, prix de la Première Œuvre 2007.